# Nesphostylis junodii
Nesphostylis junodii är en ärtväxtart som först beskrevs av Hermann August Theodor Harms, och fick sitt nu gällande namn av Munyeny. och Frank Ainley Bisby. Nesphostylis junodii ingår i släktet Nesphostylis och familjen ärtväxter. Inga underarter finns listade i Catalogue of Life.